# Каскад (сад)

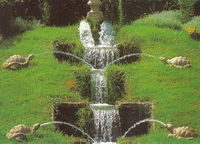
Каскад парку в замку Вандевр, Франція

Каскад (сад) (від італ. cascata) — мережа штучних водоспадів в садах і парках різних епох.

## Історія

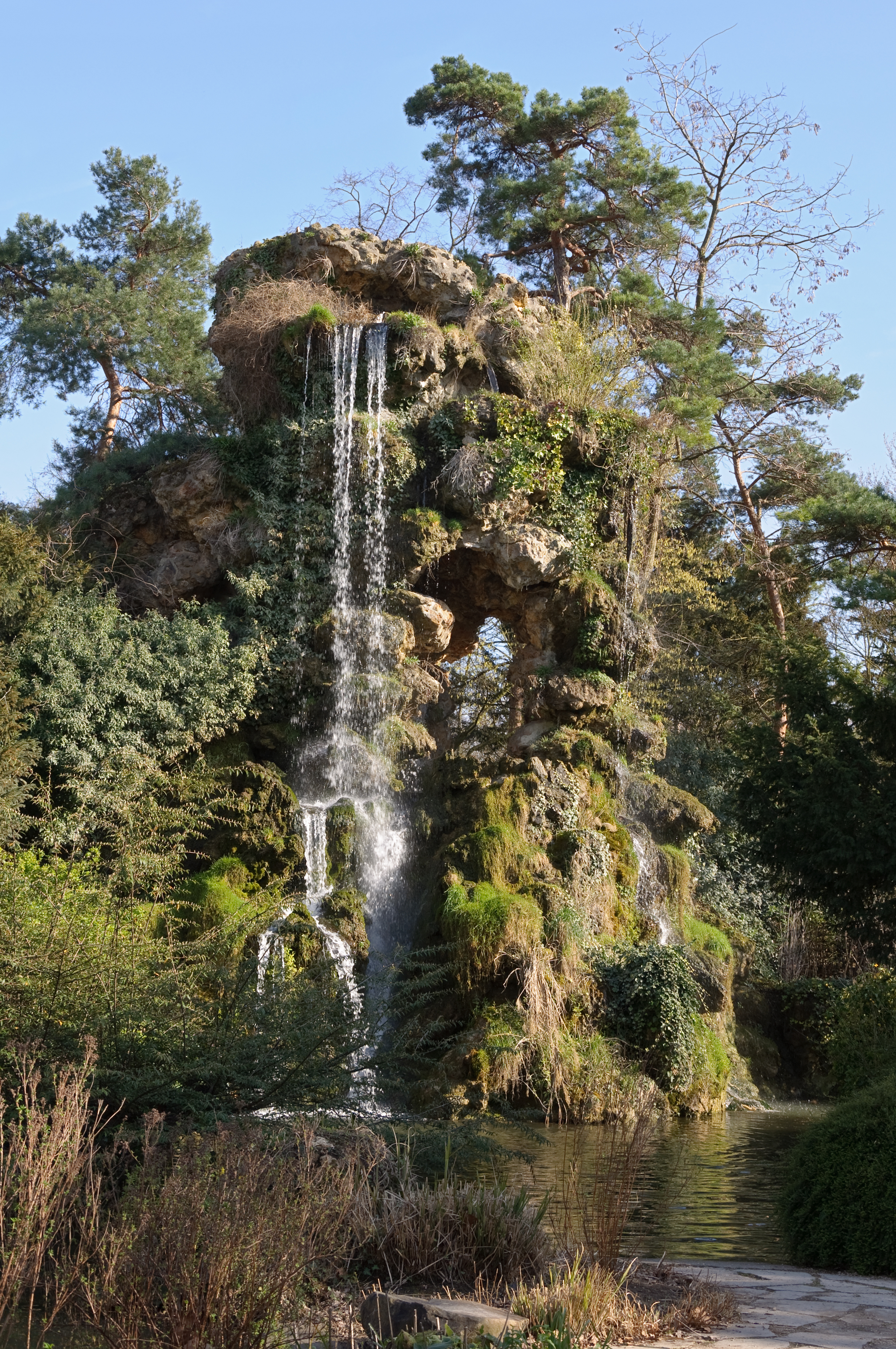
Каскад, XVIII ст., Парк Багатель, Париж

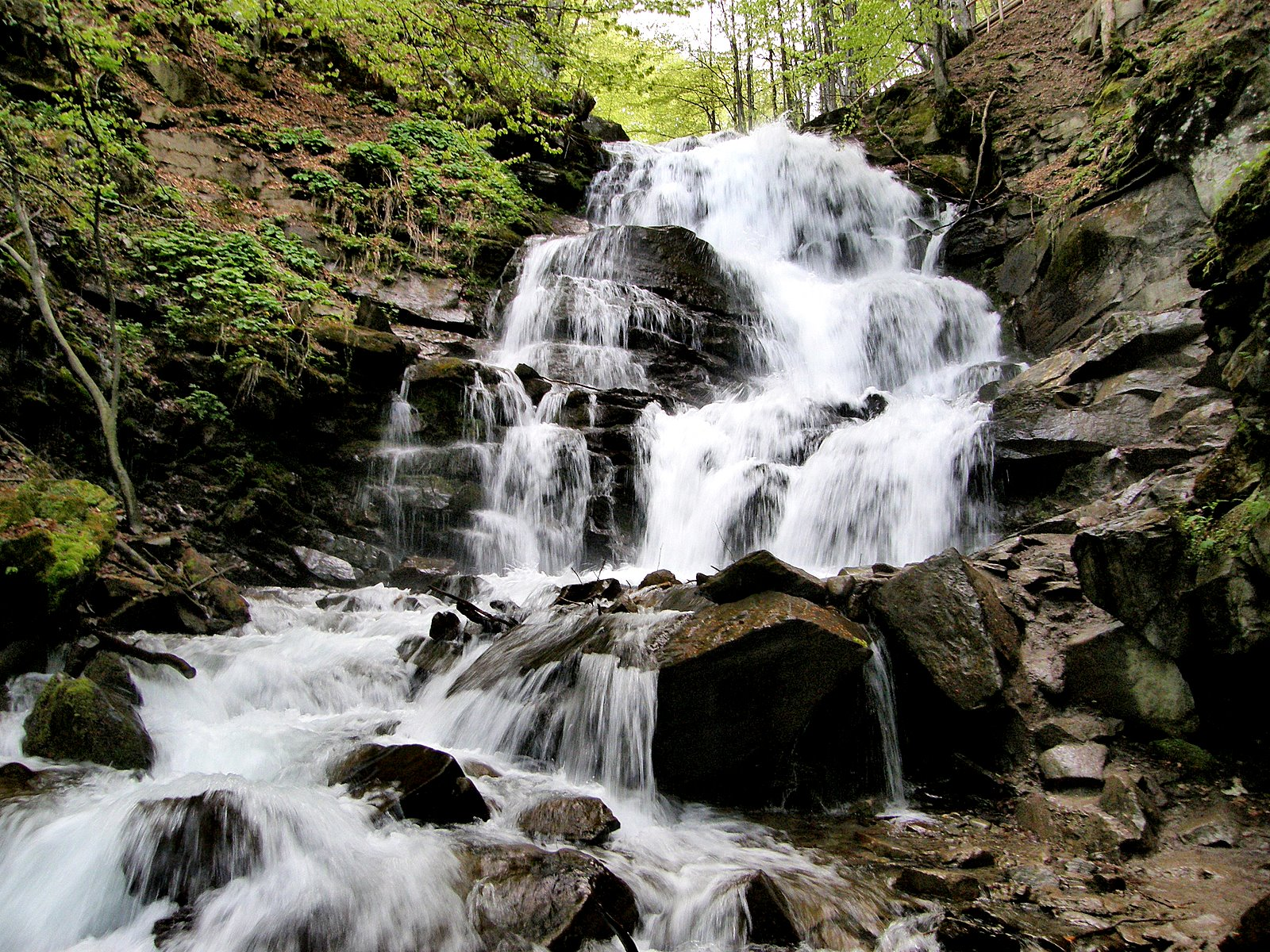
Натуральний каскад водоспаду Шипот, Закарпатська обл., Україна.

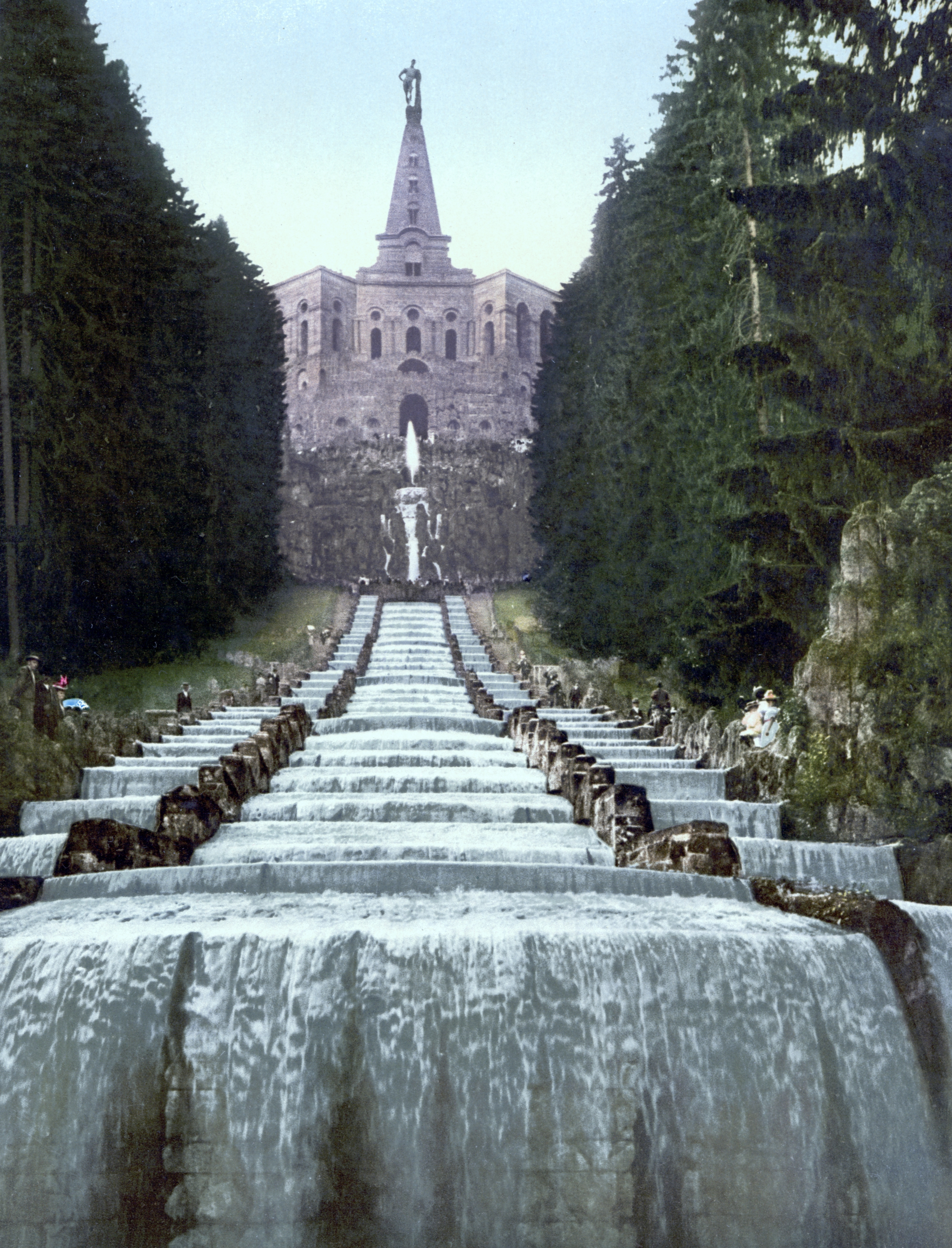
Скульптура Геркулеса (зверху) і каскад у Парку Вільгельма, Кассель, Німеччина

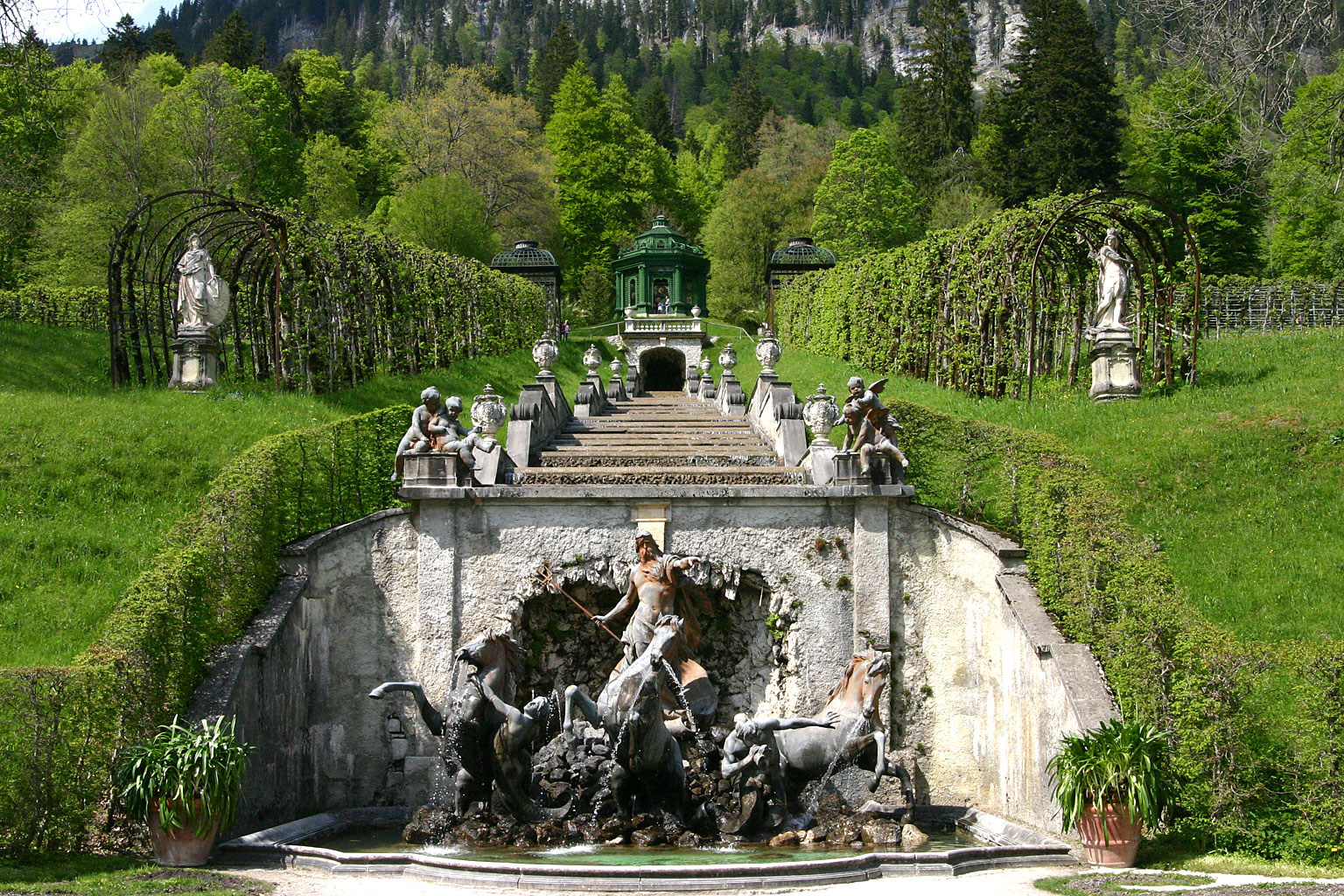
Каскад і басейн Нептуна, замок Ліндергоф, Німеччина.

Мережа натуральних водоспадів давно існує в природі. У країнах зі спекотним літом усі водойми привертають увагу.
У Західній Європі доби маньєризму, коли розгорнувся широкий пошук засобів прикрасити сад вельмож, згадали про натуральний каскад і перенесли його в садову архітектуру. Гра з водою розпочалася давно й була підтримана інженерно-технічними пристосуваннями ще в добу Відродження. Фонтан — один з них. До того ж, фонтан і каскад додавали саду ще й звуковий компонент — плескіт води.
У добу маньєризму в Італії почалося широке використання каскадів на схилах пагорбів. Сюди перенесли будівництво заміських садиб і вілл, сади яких і прикрасили каскадами. Натуральне утворення (джерело чи гірський струмок) доповнили штучними терасами з каменю, бічними сходами, басейнами з водою, скульптурами й фонтанами. Прикладом паркового каскаду, що починається звичним гірським ручаєм, продовжується невеличкими водоспадами та закінчується грандіозним німфеєм, рівним довжині великого палацу, став каскад вілли Альдобрандіні (архітектор Джакомо делла Порта).
У добу формування національних держав і зміцнення монархічних режимів тематику скульптур і каскадів почали використовувати для уславлення монарха, увічнення його воєнних перемог і величі.
З розповсюдженням пейзажних садів створення каскадів в садах перетворюється на створення каскаду штучних ставків без значного перепаду висот і в природному оточенні.

## Неповний перелік відомих паркових каскадів в Європі
- Каскад вілли Ланте, Капрарола, Італія.
- Вілла Альдобрандіні, Фраскатті , Італія.
- Каскад Вілли Фарнезе, Капрарола, Італія.
- Каскад Вілли Торлонія, Фраскатті,Італія.
- Вілла д'Есте, Тіволі, Італія.
- Каскад замку Марлі, Франція
- Каскад парку Німфенбург, Німеччина.
- Каскад-фонтан в саду Ватикана, Рим.
- Каскади саду Версаль, Франція.
- Каскад Вільгельмсхьоге, Кассель, Німеччина.
- Замок Вандевр (Château de Vendeuvre), Франція.
- Три каскади Петергофа, Росія.
- Каскад замку Ліндерхоф, Німеччина.
- Каскад парку Сен-Клу, Париж, Франція.
- Каскад парку Багатель, Париж, Франція.